# Barre (hrabstwo Worcester)
Barre – jednostka osadnicza w Stanach Zjednoczonych, w stanie Massachusetts, w hrabstwie Worcester.